# 未解決的統計學問題
未解決的統計學問題，根据约翰·图基（John Tukey）的说法，识别问题的困难远远比解决问题的困难更能拖延统计数据。戴维·科克斯（David Cox）给出了一份“一两个悬而未决统计学的问题”（实际上是22个）的清单。

## 推理和检验
- 如何检测和纠正测量误差，特别是在系统误差中（图基称这种情况为不舒服的科学（英语：Uncomfortable science））。
- Graybill-Deal估计器经常被用来估计具有未知和可能存在不平等方差的两个正常种群的共同平均值。尽管这个估计器通常是无偏差的，但它的可接受的决策规则（英语：Admissible decision rule）仍有待证明。[3]
- 元分析。虽然独立的P值可以用費雪方法结合起来，但仍在开发技术来处理谐波平均p值（英语：Harmonic mean p-value）的情况。
- Behrens-Fisher问题（英语：Behrens–Fisher problem）。尤里·林尼克（英语：Yuri Linnik）在1966年表明，当方差未知且可能不相等时，没有一致性最强的测试（英语：Uniformly most powerful test）来检验两个平均值的差异。也就是说，没有一个精确检验（英语：Exact test）（意思是说，如果均值实际上是相等的，就没有一个能以概率正好是α拒绝零假设的检验），同时对所有的变异值（因此是多余参数）都是最有力的。虽然有许多近似的解决方案（如韦尔奇的t检验（英语：Welch's t-test）），但这个问题仍然吸引着人们的注意[4] 作为统计学的经典问题之一。
- 多重比较谬误。有各种方法来调整P值，以补偿假设的同时或顺序分析（英语：Sequential analysis）。 特别值得关注的是如何同时控制总体错误率，保持统计能力，并将测试之间的依赖性纳入调整。当同时测试的数量非常大时，这些问题尤其重要，在分析DNA微阵列的数据时，这种情况越来越多。
- 贝叶斯统计。有人[谁？]提出了一份贝叶斯统计学的开放性问题清单。[5]

## 实验设计
- 由于拉丁方阵的理论是实验设计的基石，解决拉丁方阵的问题（英语：Problems in Latin squares）可以立即适用于实验设计。

## 更具哲学性质的问题
- 物种采样问题：当出现意想不到的新数据时，概率是如何更新的？[6]
- 末日论概率论声称预测未来人类的寿命，只考虑到对迄今为止出生的人类总数的估计，这种说法的有效性如何？
- 交换悖论（英语：Two envelopes problem）问题出现在主观解释的概率理论中；更具体地说，是在贝叶斯决策理论中。由于尚未达成共识，这在主观主义者中仍是一个公开的问题。例子包括：
  - 两件信封问题（英语：Two envelopes problem）
  - 领带悖论（英语：Necktie paradox）
- 日出问题（英语：Sunrise problem）明天太阳升起的概率是多少？根据所使用的方法和假设，会出现非常不同的答案。